# Nouvion-et-Catillon

Nouvion-et-Catillon este o comună în departamentul Aisne din nordul Franței. În 1 ianuarie 2022 avea o populație de 523 de locuitori.